# Lauenburg/Elbe
Lauenburg/Elbe település Németországban, Schleswig-Holstein tartományban. Lakosainak száma 11 999 fő (2023. december 31.).

## Fekvése
Hamburgtól délkeletre fekvő település.

## Története
A várost feltételezések szerint 1209-ben VI. Knut VI király ideje alatt a dánok alapították, és 1260 előtt városi jogokat is kapott.
1398-ban a városkában létesült Európa első folyami zsilipje.  A középkorban Lauenburg fontos kereskedelmi pont volt a Stecknitz-csatornán, amely elágazott az Elbától. Az Alte Salzstraße átszelte az Elbát a várostól négy kilométerrel nyugatra az Ertheneburg melletti Schnakenbek közelében. 1689-ben a Lauenburgi hercegséghez tartozott.
A városban a régi időkből megőrződtek a hercegi kastély 15. századi tornyán kívül a hercegi mauzóleum egyes 16. századi szoborfigurái, a polgárosodás korából az elbai hajózásnak szentelt múzeumban látható tárgyak, a 18. századi zsilip,valamint az alsóvárosi 16.-17. századi lakóházak is.

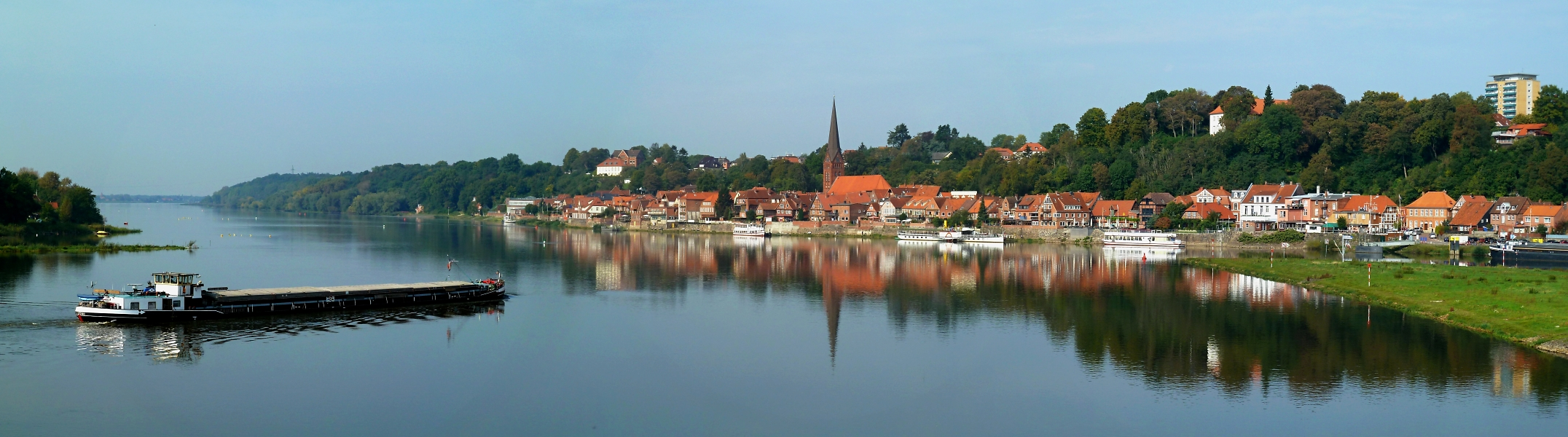
Lauenburg panorámája

## Galéria

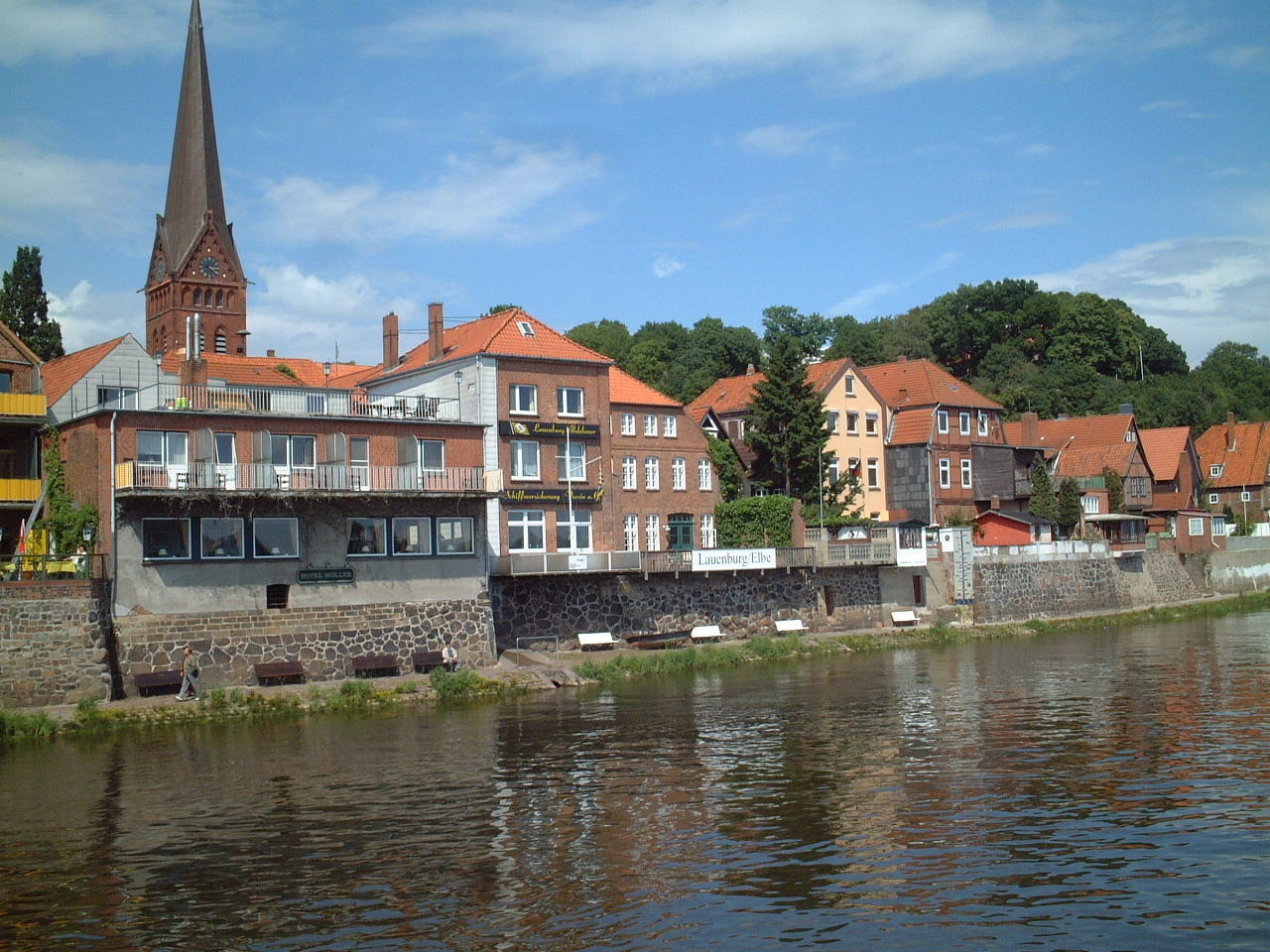
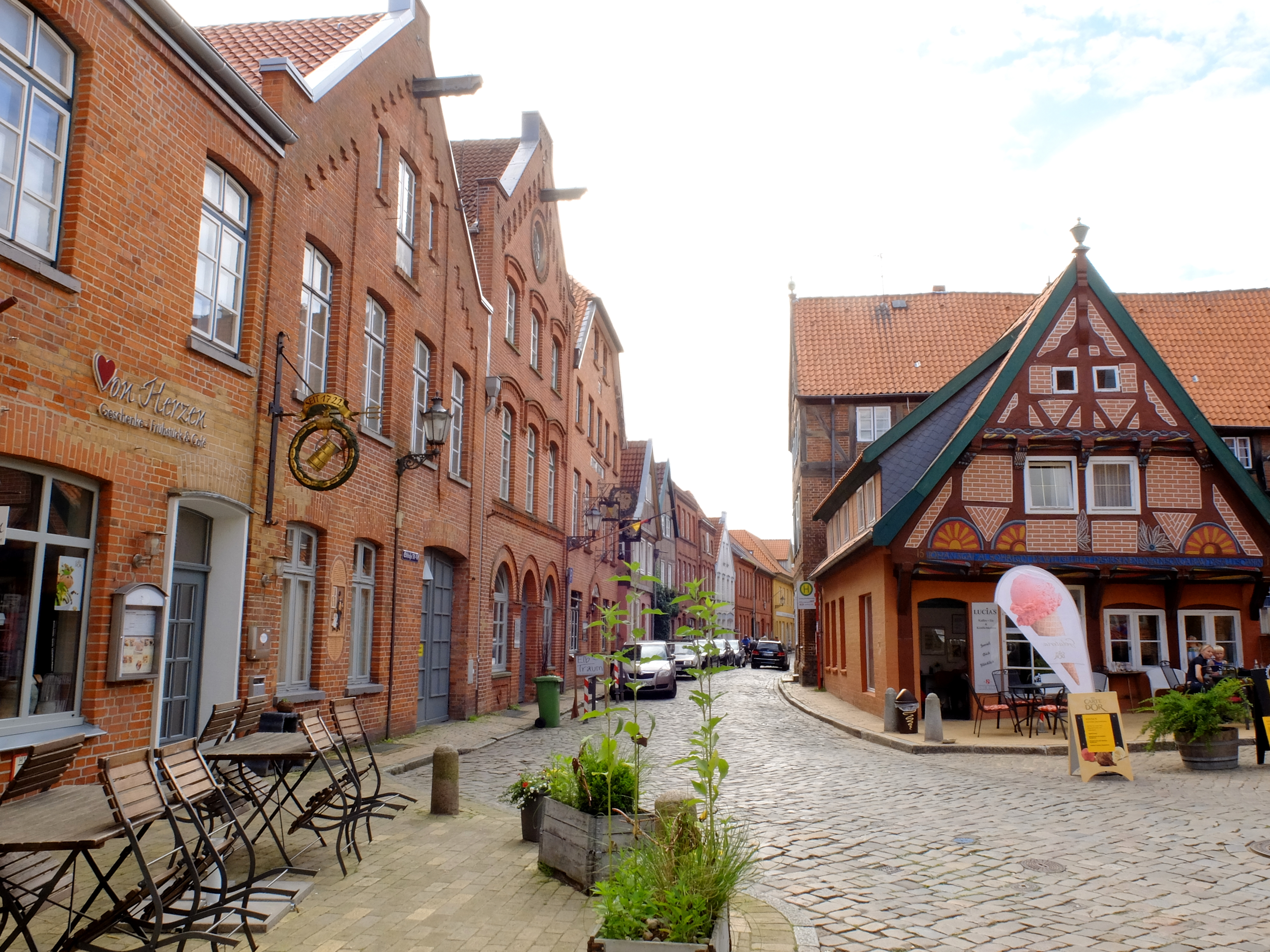
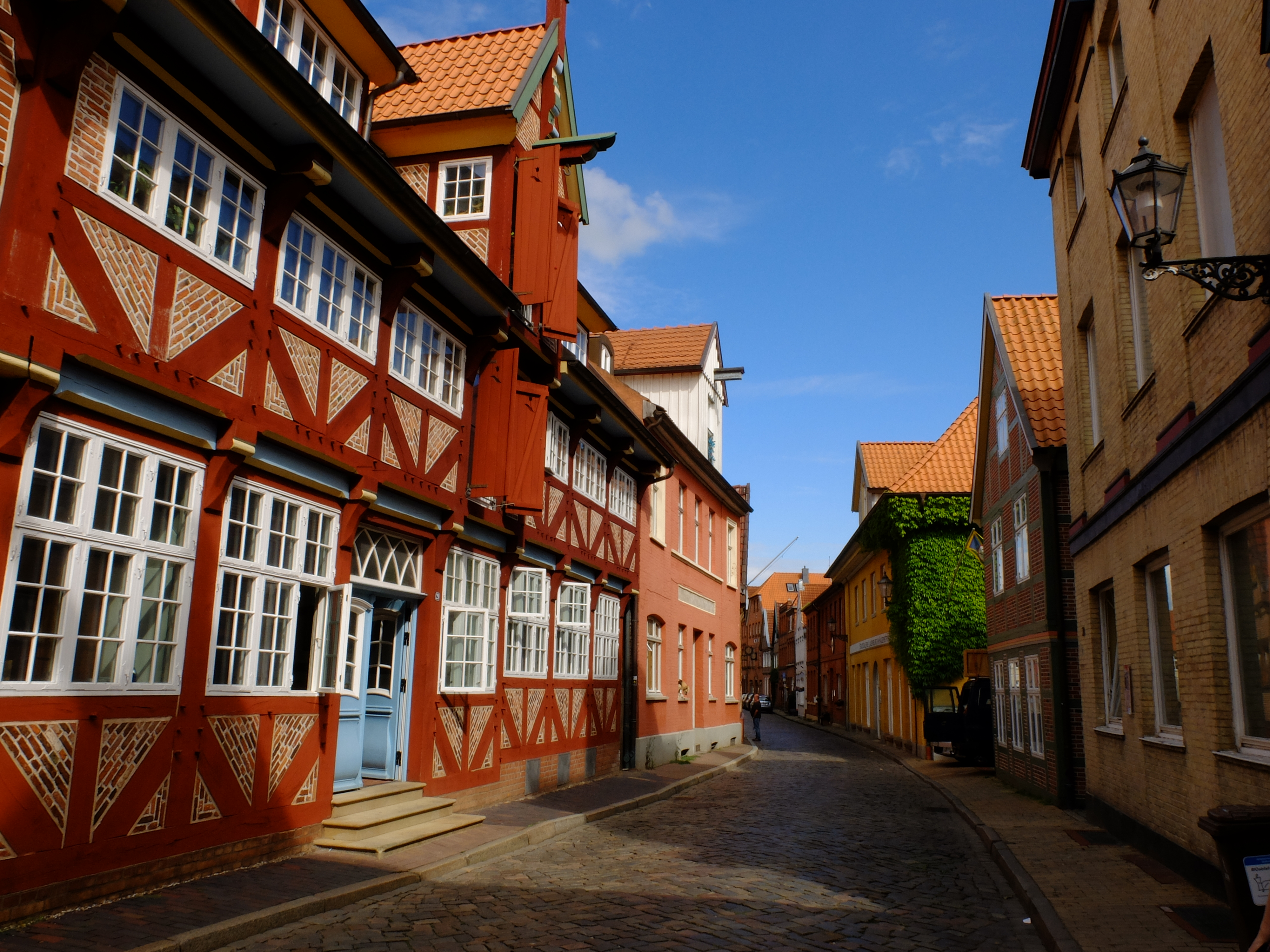
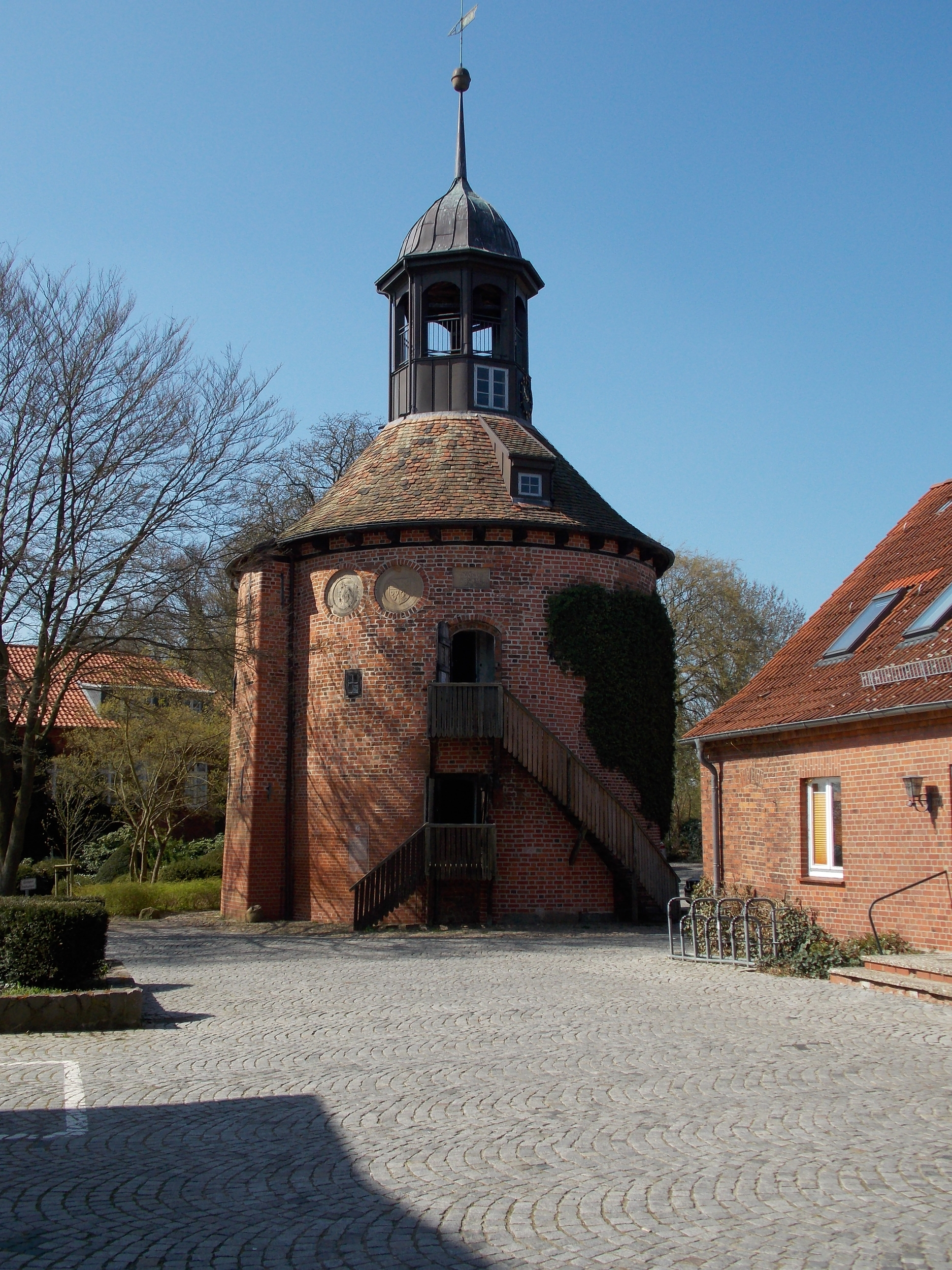
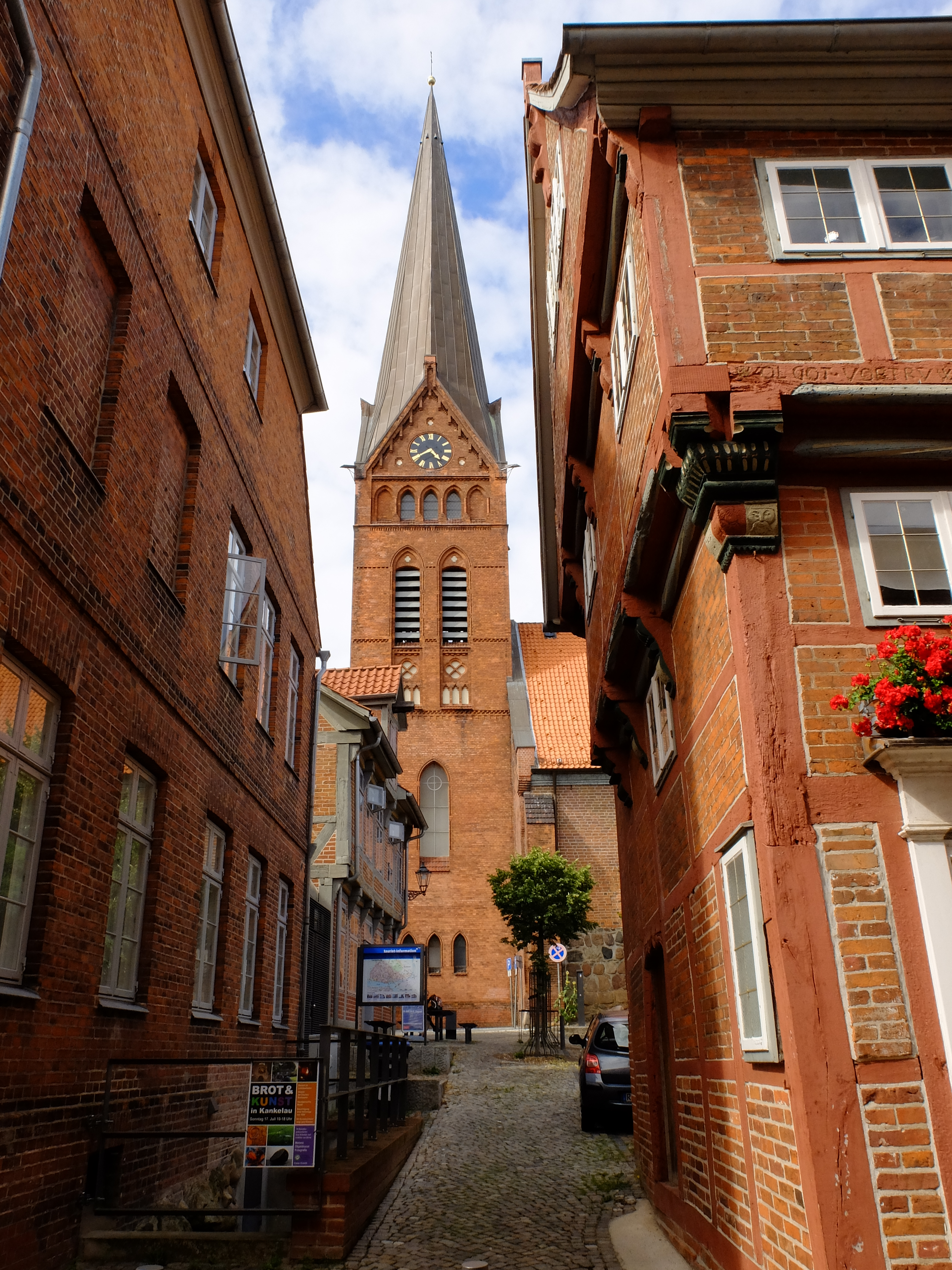
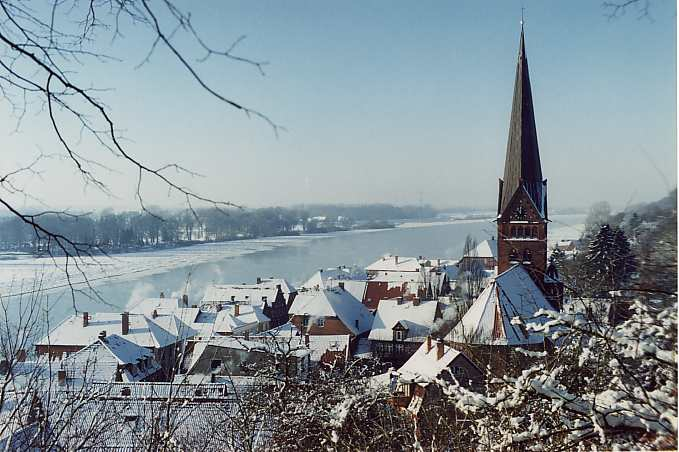
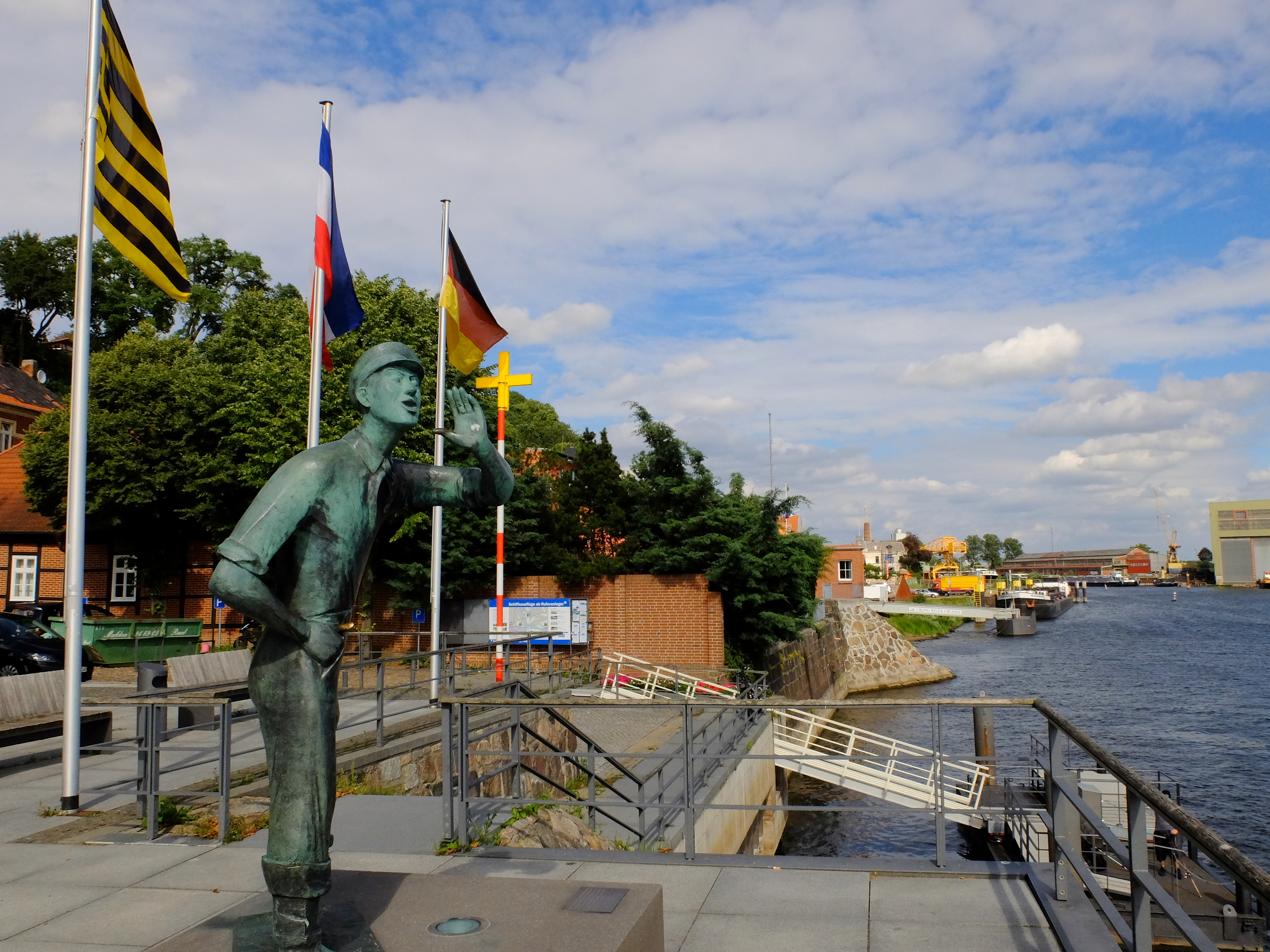
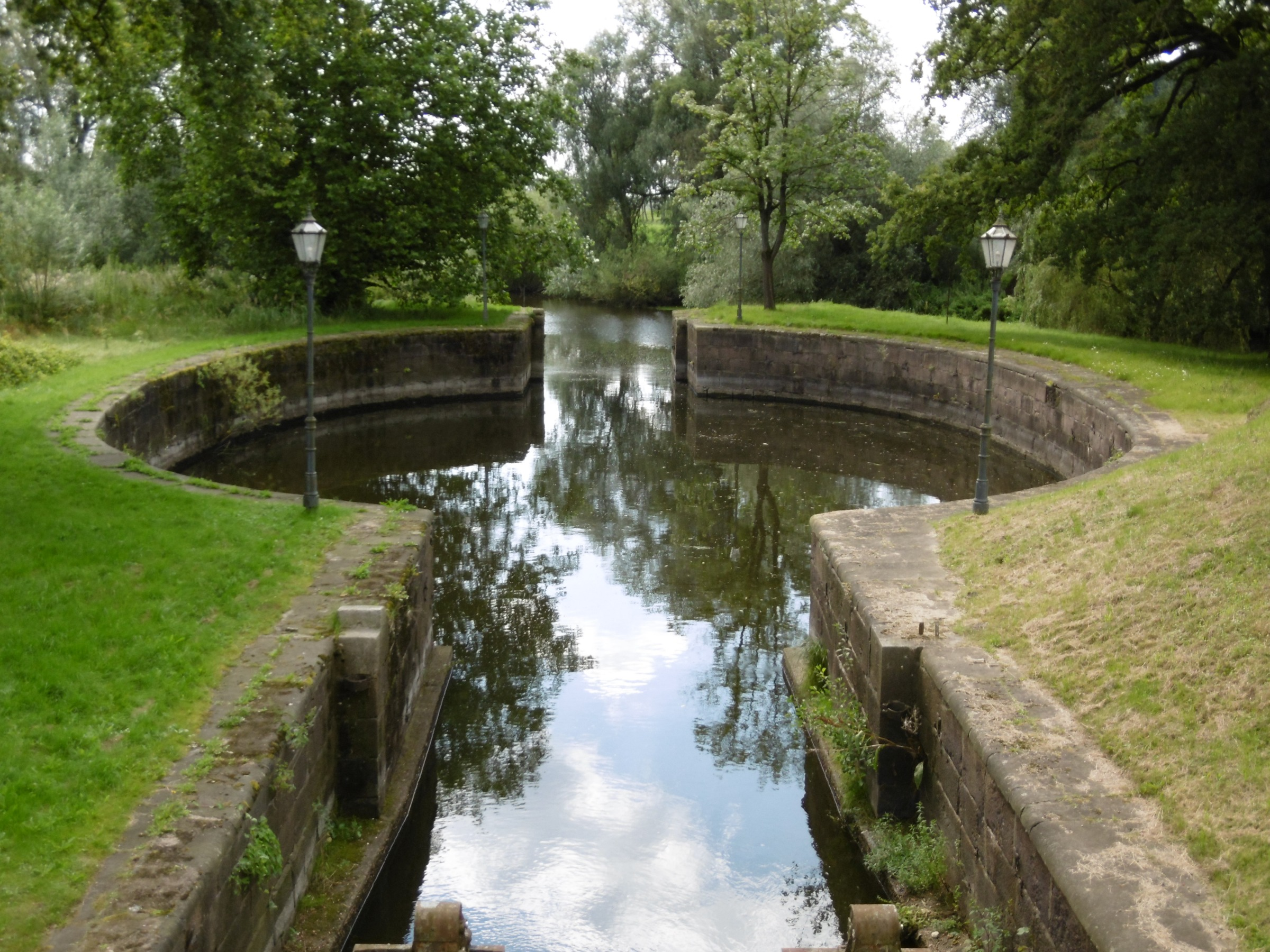

## Nevezetességek
- Hercegi kastély tornya
- Elbai hajózás múzeuma

## Népesség
A település népességének változása:
| Lakosok száma | 11 077 | 11 398 | 11 485 | 11 444 | 11 644 | 11 855 | 11 999 |
|               | 1975   | 2015   | 2017   | 2019   | 2021   | 2022   | 2023   |